# 拜布施巴赫河

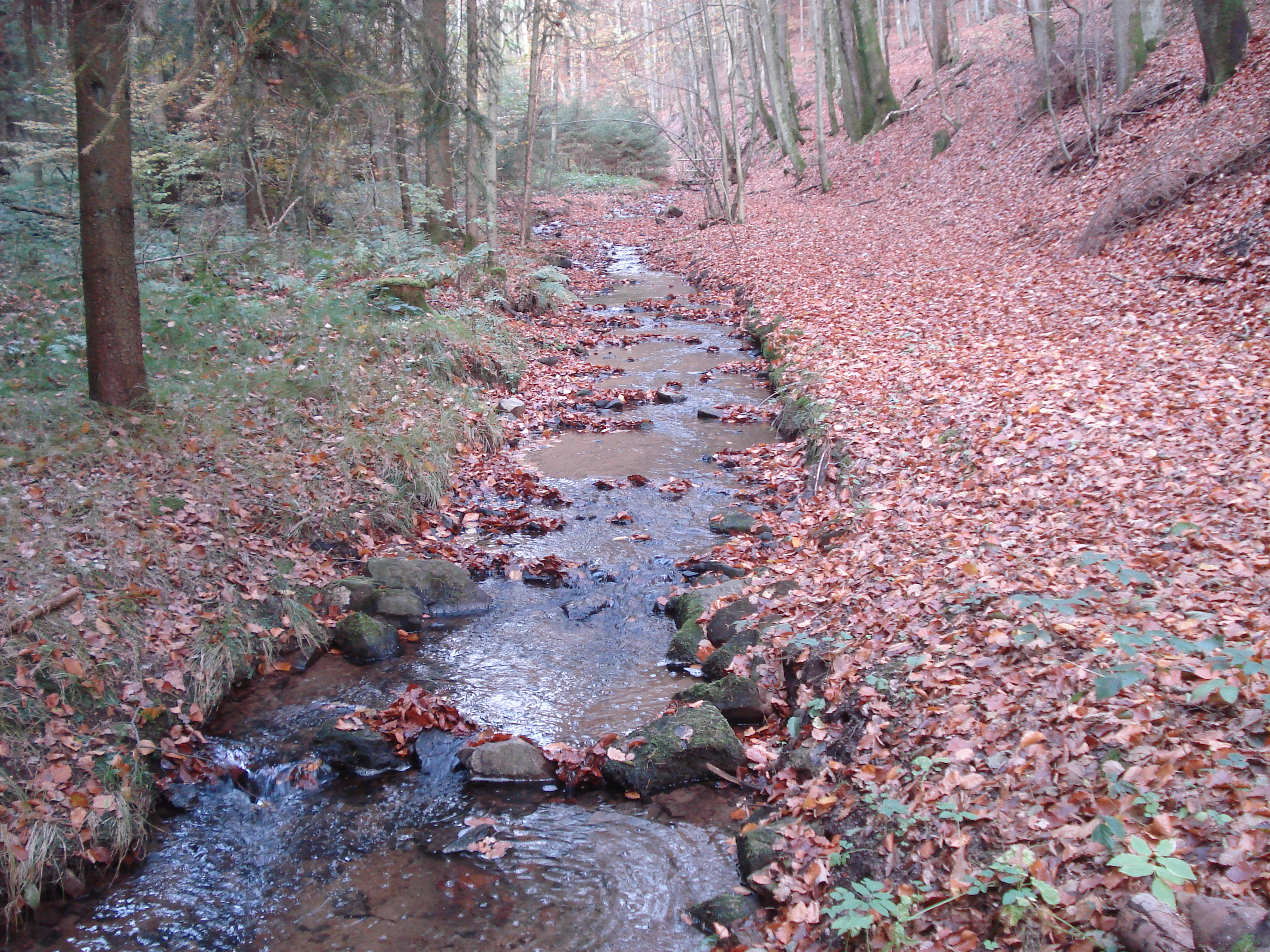

50°0′43.96″N 9°17′43.59″E / 50.0122111°N 9.2954417°E
拜布施巴赫河（德語：Beibuschbach），是德國的河流，位於該國東南部，由巴伐利亞負責管轄，屬於勞法赫河的右支流，河道全長3.7公里，流域面積5平方公里，河口處在勞法赫。